# Lennart Carleson
Lennart Axel Edvard Carleson (sinh ngày 18 tháng 3 năm 1928) là một nhà toán học Thụy Điển, được biết đến như một nhà lãnh đạo trong lĩnh vực phân tích hài hòa. Một trong những thành tựu nổi tiếng nhất của ông là bằng chứng của ông phỏng đoán Lusin. 

## Cuộc đời
Ông là một học sinh của Arne Beurling và nhận bằng tiến sĩ từ Đại học Uppsala vào năm 1950. Ông là một giáo sư danh dự tại Đại học Uppsala, Viện Công nghệ Hoàng gia ở Stockholm, và Đại học California, Los Angeles, và đã phục vụ giám đốc Học viện Mittag-Leffler trong Djursholm bên ngoài Stockholm 1968-1984. Giữa năm 1978 và 1982, ông phục vụ Chủ tịch Liên minh Toán học quốc tế.
Carleson kết hôn Butte Jonsson vào năm 1953, và họ đã có hai con: Caspar (sinh năm 1955) và Beatrice (sinh năm 1958).